# Franz Joseph Kallenbach
Franz Joseph Kallenbach (21 de agosto de 1893 - † 11 de septiembre de 1944, Darmstadt) fue un micólogo alemán.
Kallenbach estudió en el seminario de Ernst-Ludwig en Bensheim y luego trabajó como profesor en Darmstadt.
Kallenbach fue un micólogo prolífico, que entre otras cosas también estudió el problema de los daños producidos por hongos tales como la podredumbre seca. Su principal área de investigación fue Boletaceae (boletus), sobre el que publicó una monografía que todavía se utiliza hoy en día, que fue facilitada por su esposa María Kallenbach con dibujos realistas. La monografía apareció en la serie Los hongos de Europa central, cuyo fundador y editor era Kallenbach.
Kallenbach también era un empleado activo de la Sociedad Alemana de Micología. A continuación, fue director de la Oficina Estatal de Hesse para hongos y consultoría de la podredumbre seca y Micología del Instituto de la Sociedad Alemana de Micología.
Kallenbach y su esposa fallecieron durante un ataque aéreo sobre Darmstadt.

## Algunas publicaciones
- 1939. Verhütung und Bekämpfung von Hausschwamm und anderen holzzerstörenden Pilzen Kallenbach, Franz. - Berlín: Petzold

- 1932. Hausschwamm-Merkblatt Kallenbach, Franz. - Darmstadt: Hess. Landesstelle f. Pilz- u. Hausschwamm-Beratung

- 1929. Die Pilze Mitteleuropas, vol. 1, Die Röhrlinge (Boletaceae). 158 pp.

- 1924. «Boletus sulphureus Fries forma silvestris». Annales Mycologici 22: 410—414

## Honores
- miembro de la Sociedad Micológica de Alemania
- La abreviatura «Kallenb.» se emplea para indicar a Franz Joseph Kallenbach como autoridad en la descripción y clasificación científica de los vegetales.[1]